# Carl Wolfskehl
Joseph Carl Theodor Wolfskehl (geboren am 3. August 1814 in Darmstadt; gestorben am 21. Juli 1863 ebenda) war ein deutscher Kaufmann und Bankier.

## Leben
Carl Wolfskehl wurde 1814 als Sohn des Tuch- und Ellenwarenhändlers und späteren Hofbankiers Heyum Wolfskehl und seiner Ehefrau Karoline (Kehlchen) geb. Braunfels (1777–1872) in Darmstadt geboren. 1839 erhielt Carl Wolfskehl die Bürgerrechte in Darmstadt. Ab 1845 existierte in Darmstadt ein Bankhaus Heyum Wolfskehl & Sohn, das seinen Sitz in der Rheinstraße 4 hatte. Dieses Bankhaus leitete Carl zusammen mit seinem Vater Heyum bis zu seinem frühen Tod 1863.
Carl Wolfskehl gehörte ebenso wie sein Vater Heyum zum assimilierten jüdischen Großbürgertum in Darmstadt. Sein Grab befindet sich auf dem Jüdischen Friedhof in Bessungen. Sein Grabmal wurde von Johann Baptist Scholl geschaffen.
Seit 1839 war Carl Wolfskehl mit Johanna (Hannele) geb. Kaulla (1820–1894) verheiratet. Aus der Ehe sind die Kinder Fanny (1840–1855), Otto und Paul hervorgegangen. 1855 wurde Carl Wolfskehl in die Freimaurerloge „zu den 3 Cedern“ in Stuttgart aufgenommen. Bürge war ein Logenmitglied aus der Familie seiner Frau Johanna.